# Mitsubishi Pajero Junior

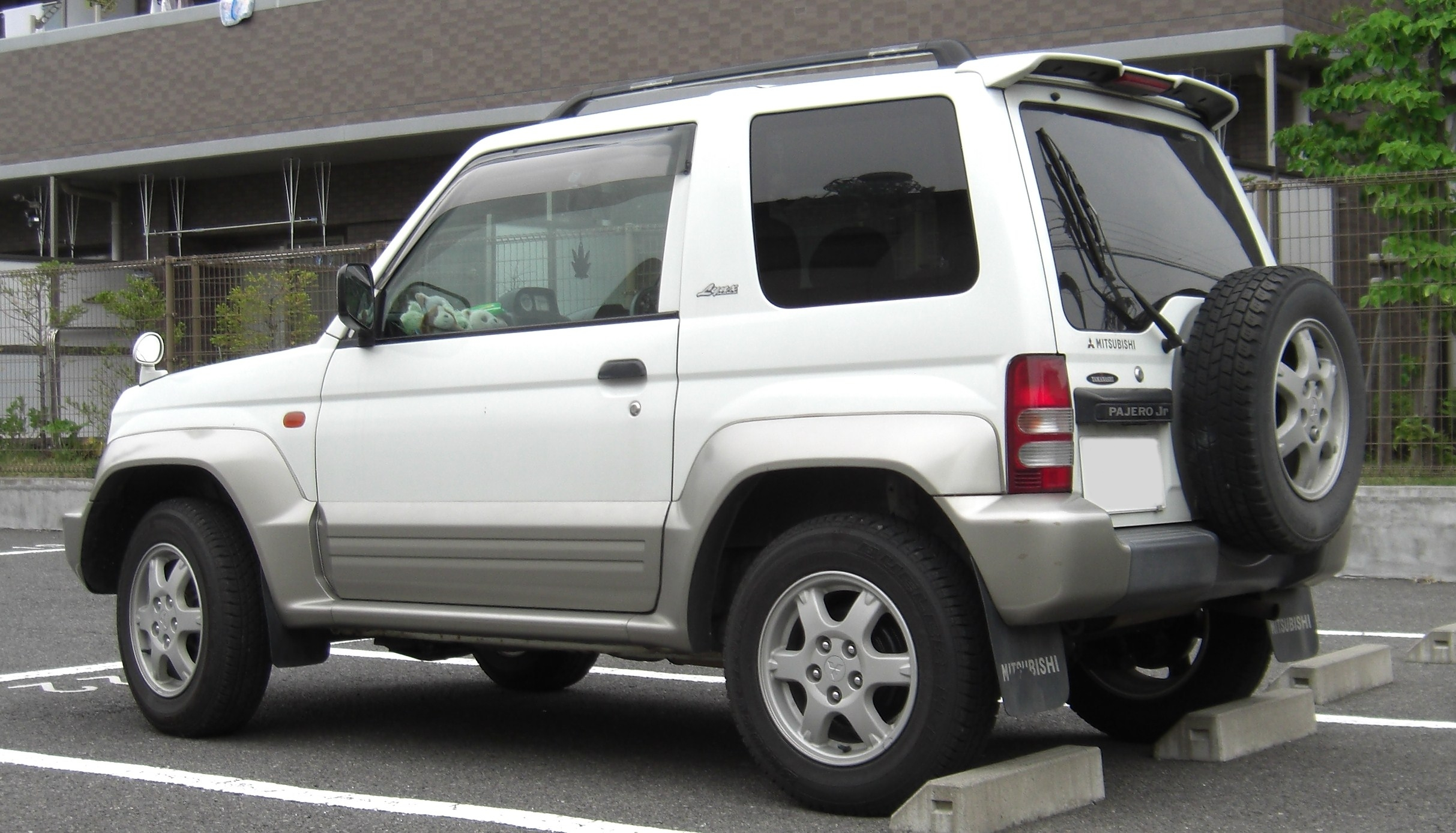
Mitsubishi Pajero Junior

Mitsubishi Pajero Junior - компактний позашляховик, що випускався японською компанією Mitsubishi Motors Corporation з 1995 по 1998 рік. Junior побудований на подовженій платформі малолітражки Mitsubishi Minica і є більш широкою (за рахунок пластикового обваження) версією моделі Mitsubishi Pajero Mini. Остання на відміну від Pajero Junior оснащувалася атмосферними та турбованими моторами об'ємом 0,7 літра і відноситься в Японії до пільгової категорії кей-кар. Pajero Junior оснащався повним приводом і бензиновим двигуном 1,1 л 4A31 потужністю 80 к.с.
Популярність автомобіля надихнула Mitsubishi на створення декількох обмежених серій цієї моделі, включаючи «Pajero Jr. McTwist» і «Pajero Jr. Lynx». Вони були представлені на Токійському автосалоні в 1997 році.

## Двигун
- 4A31 1094 см3 SOHC 16v I4 80 к.с. 103 Нм

## Виробництво
| Рік  | Виготовлено |
| ---- | ----------- |
| 1995 | 30,605      |
| 1996 | 24,690      |
| 1997 | 13,934      |
| 1998 | 149         |

(Джерело: Facts & Figures 2000, сайт Mitsubishi Motors)